# المالیتالا
المالیتالا (به لاتین: Almalıtala) یک منطقهٔ مسکونی در جمهوری آذربایجان است که در شهرستان تووز واقع شده‌است. المالیتالا ۳۱۶ نفر جمعیت دارد.